# Yesterday Went Too Soon
Yesterday Went Too Soon es el segundo álbum de estudio de la banda británica Feeder. Fue publicado el 30 de agosto de 1999, después de una gira de 168 días por Estados Unidos. Fue el primer disco de la banda en entrar al Top 10 de Gran Bretaña; sin embargo, nunca fue lanzado oficialmente en los EE. UU.

## Lista de puestos
- #6 en la lista de Metal Hammer's en 1999.[1]
- #24 en Melody Maker's en 1999 list.[2]
- #16 en Kerrang's en 1999.[3]
- #73 en la lista de Kerrang!  "Top 100 de álbumes Británicos de Rock de todos los tiempos" .[4]

## Lista de canciones
Todas las canciones escritas y compuestas por Grant Nicholas. 
| N.º | Título                     | Duración |  |
| 1.  | «Anaesthetic»              | 3:50     |  |
| 2.  | «Insomnia»                 | 2:54     |  |
| 3.  | «Picture of Perfect Youth» | 3:46     |  |
| 4.  | «Yesterday Went Too Soon»  | 4:20     |  |
| 5.  | «Waiting For Changes»      | 2:44     |  |
| 6.  | «Radioman»                 | 3:37     |  |
| 7.  | «Day in Day Out»           | 3:39     |  |
| 8.  | «Tinsel Town»              | 4:29     |  |
| 9.  | «You're My Evergreen»      | 3:24     |  |
| 10. | «Dry»                      | 4:24     |  |
| 11. | «Hole in My Head»          | 2:58     |  |
| 12. | «So Well»                  | 4:03     |  |
| 13. | «Paperfaces»               | 13:21    |  |